# Dipartimento di italianistica
L’edificio ha ospitato fino a tempi recenti il Dipartimento di Italianistica dell'Università degli Studi di Firenze.Successivamente, è stato oggetto di un’operazione immobiliare privata: nel 2023 è stato acquistato dalla società Palazzini Corporate S.r.l., con l’obiettivo dichiarato di riconvertirlo in residenze di pregio nell’ambito del progetto “Palazzo Savonarola”. Al momento, tuttavia, il progetto risulta fermo e non sono stati avviati lavori significativi di ristrutturazione o cambio di destinazione d’uso.
Il dipartimento di italianistica dell'Università degli Studi di Firenze si trovava in piazza Savonarola 1 a Firenze, angolo via Leonardo da Vinci e via Francesco Valori.

## Storia

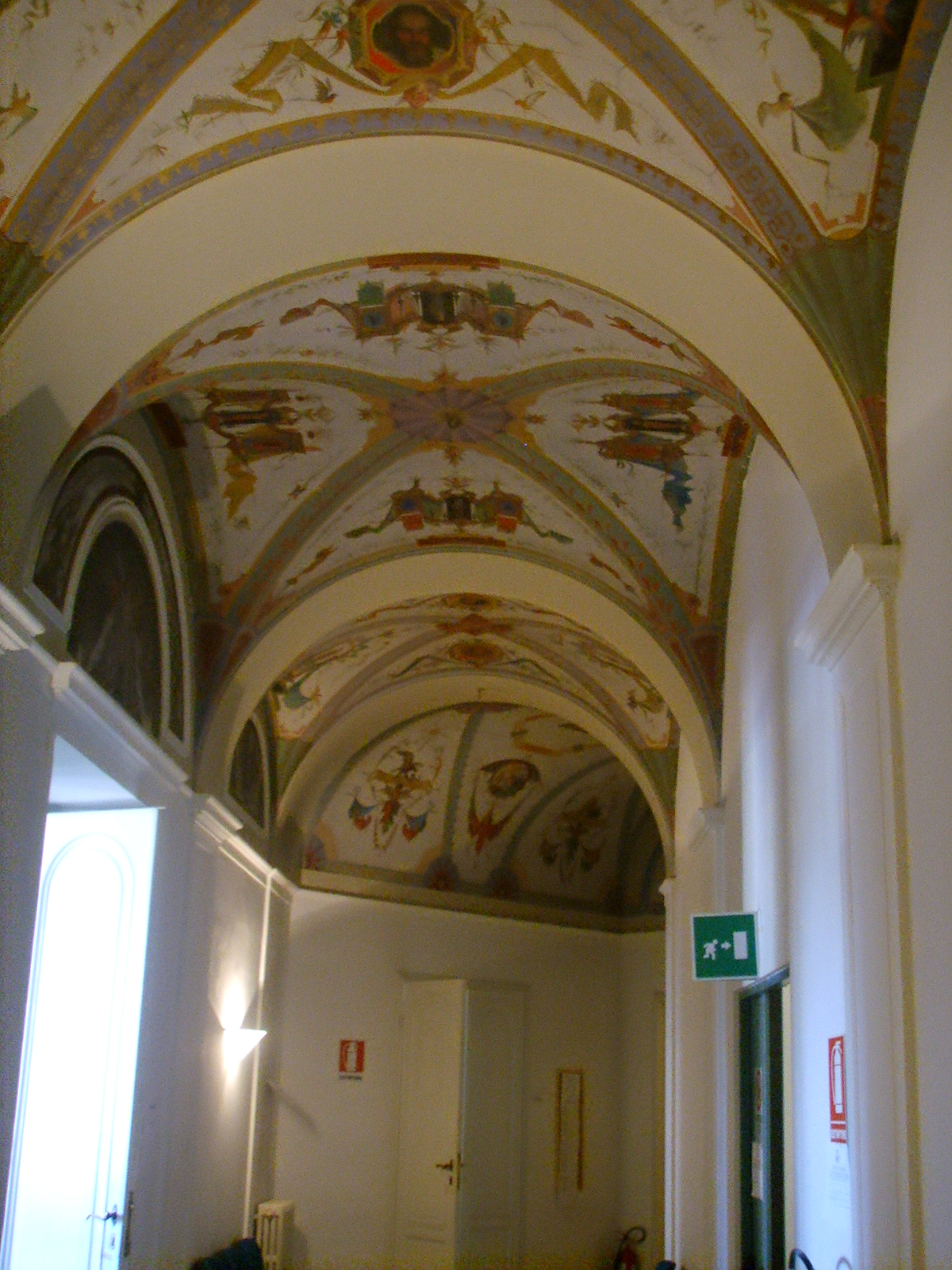
La galleria al primo piano

L'edificio fu eretto su progetto dell'architetto Enrico Guidotti, su un lotto di terreno acquistato dallo stesso a seguito degli interventi di urbanizzazione della zona legati al progetto di massima di ingrandimento della città messo a punto da Giuseppe Poggi negli anni di Firenze Capitale (1865-1871).
Dopo vari passaggi di proprietà divenne nel 1970 sede scolastica, con conseguenti lavori di adattamento e riconfigurazione degli spazi interni.
Nel giugno 2023, Palazzini Corporate S.r.l. ha lanciato una campagna di lending crowdfunding sulla piattaforma Recrowd per finanziare il progetto di ristrutturazione e riconversione dell'edificio. La campagna ha raccolto circa 1,4 milioni di euro in sei giorni, coinvolgendo 375 investitori che hanno sottoscritto prestiti della durata di 14 mesi.
Tuttavia, a partire dal 2024, sono emerse preoccupazioni tra gli investitori riguardo al mancato avvio dei lavori e alla mancanza di comunicazioni trasparenti da parte della società proponente. 

## Descrizione
Progettato in base ai particolari condizionamenti del lotto, presenta un ampio smusso a guardare la piazza, definito come prospetto principale e caratterizzato da un lungo balcone all'altezza del piano nobile. Per il resto le facciate si adeguano alla tradizione tardo ottocentesca, con evidenti riferimenti alle architetture fiorentine cinque seicentesche.
Situato in un palazzo ottocentesco coevo con la piazza, è caratterizzato da una struttura a tre piani canonici, con ampi saloni di rappresentanza al primo piano, usati oggi per le aule, la biblioteca e una sala attrezzata per conferenze.
Sui soffitti si trovano affreschi a vari soggetti dipinti da artisti toscani dell'Ottocento: il corridoio al primo piano è caratterizzato da grottesche nelle volte, mentre tra i saloni più rappresentativi vi sono quello con l'affresco dell'Assunta o la Sala Bianca, poi diventato il vestibolo della biblioteca.

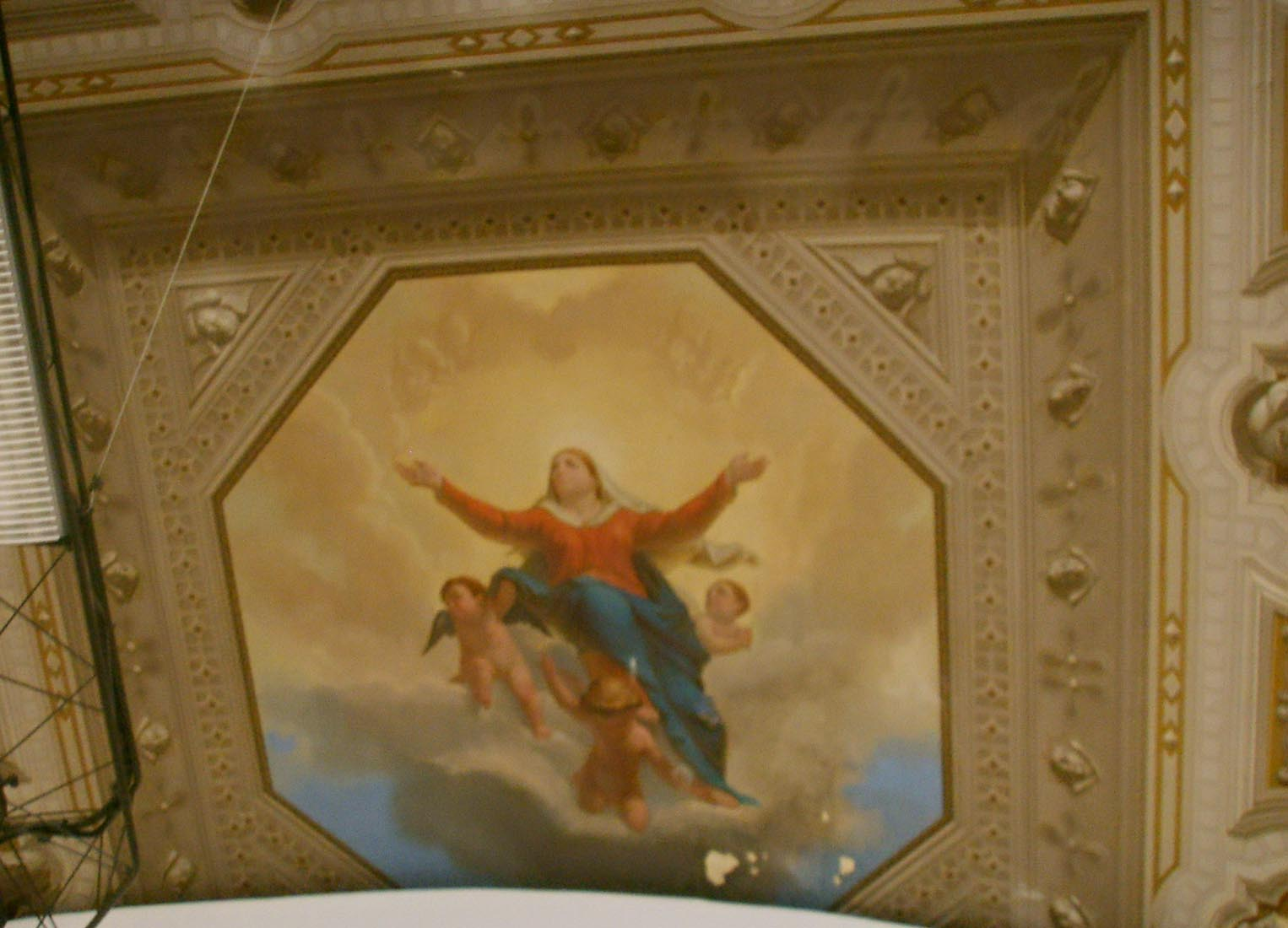
Assunta